# Драган Канатларовський
Драган Канатларовський (мак. Драган Канатларовски, нар. 8 листопада 1960, Бітола) — македонський футболіст, що грав на позиції півзахисника. По завершенні ігрової кар'єри — футбольний тренер.
Як гравець насамперед відомий виступами за клуб «Депортіво», а також національну збірну Македонії.

## Клубна кар'єра
У дорослому футболі дебютував 1982 року виступами за команду клубу «Пелістер», в якому провів три сезони, взявши участь у 88 матчах чемпіонату.
Згодом з 1985 по 1990 рік грав у складі команд клубів «Вардар» та «Црвена Звезда».
Своєю грою за останню команду привернув увагу представників тренерського штабу клубу «Депортіво», до складу якого приєднався 1990 року. Відіграв за клуб з Ла-Коруньї наступні два сезони своєї ігрової кар'єри. Більшість часу, проведеного у складі «Депортіво», був основним гравцем команди.
Протягом 1993—1994 років захищав кольори команди турецького клубу «Каршияка».
Завершив професійну ігрову кар'єру у клубі «Победа», за команду якого виступав протягом 1994—1995 років.

## Виступи за збірні
У 1990 році провів одну офіційну гру у складі національної збірної Югославії. Після розпаду СФРЮ з 1993 по 1995 рік грав у складі збірної Македонії, за яку провів 9 матчів, забивши 2 м'ячі.

## Кар'єра тренера
Розпочав тренерську кар'єру, повернувшись до футболу після невеликої перерви, 1999 року, очоливши тренерський штаб збірної Македонії.
В подальшому очолював команди клубів «Беласиця» (Струмиця), «Куманово», «Победа», «Вардар» та «Локомотив» (Пловдив).
Наразі останнім місцем тренерської роботи був клуб «Локомотив» (Пловдив), команду якого Драган Канатларовський очолював як головний тренер 2011 року.